# 牛頭角
牛頭角（ぎゅうとうがく、広東語読み：アウタウコック、英語名：同じ、Ngau Tau Kok）は、香港・九龍東部に位置し、観塘区にある住宅・工業地。
香港では、もっとも所得水準が低い地域といわれている。
政府の建てた高層団地が多く、その下層階には商店が連なっている。地下鉄観塘線の牛頭角駅が最寄り駅で、バスの便も多い。

## 歴史

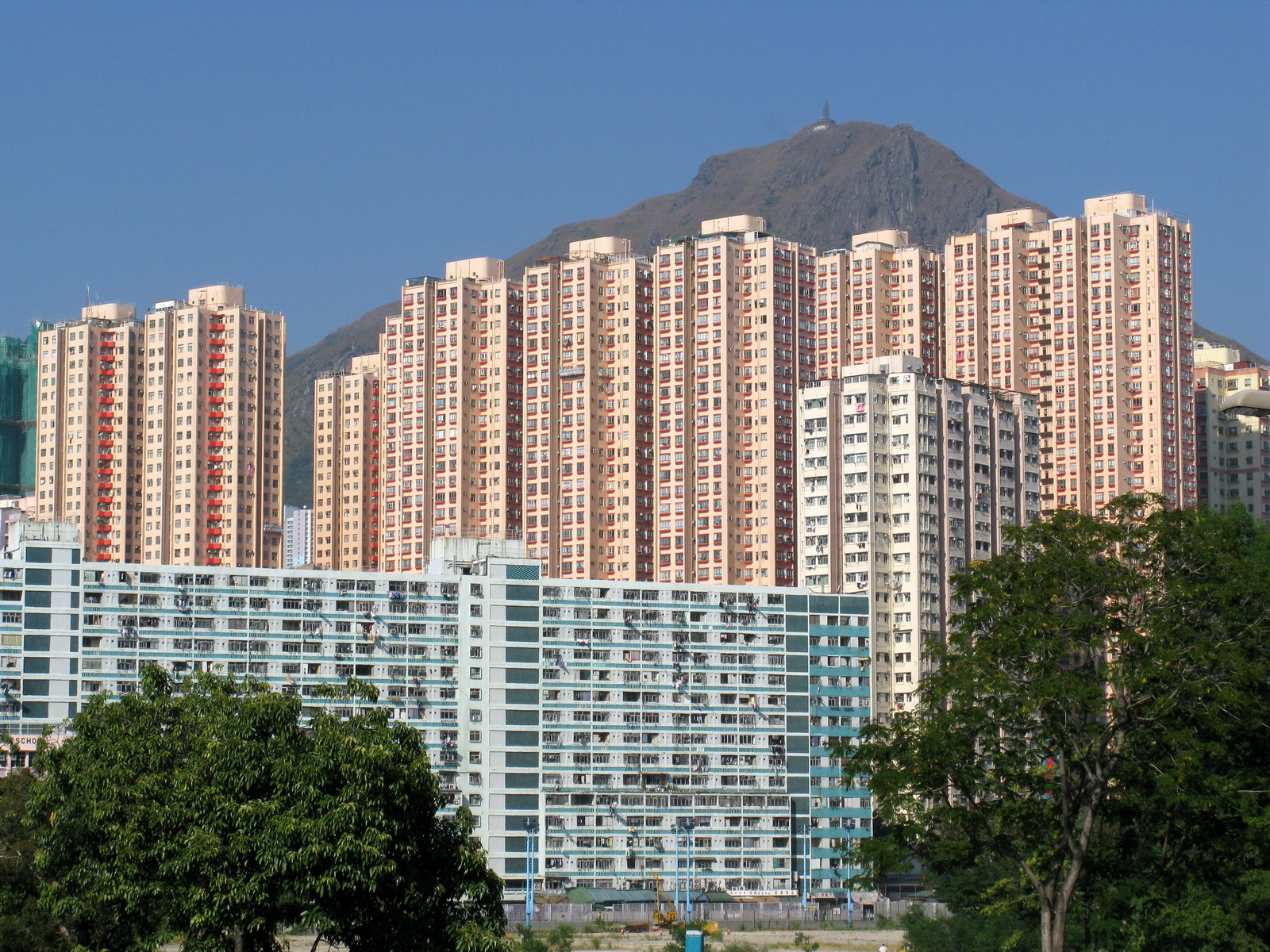
淘大花園（アモイ・ガーデンズ）

1950年代から1970年代にかけて、工業地区として発展した。1980年に一大住宅地区である淘大花園が建設されてから、住宅地としても発展。元々この地域は醤油の生産工場があったところでもあった。
また、名前の牛頭角（ぎゅうとうがく）は、九龍湾が埋め立てられる前は牛の角に形が似ていた事に由来する。

### SARSの影響
2003年春、中国広東省から発生したSARSが香港をも席巻。牛頭角が香港で一番感染率の多い地域となった。中でも淘大花園（アモイ・ガーデンズ）E座が一番多く、十日間住民を隔離した後、全面消毒してから住民は帰る事ができた。

### ガス爆発事件
2006年4月11日、偉景楼附近のマンホールなど、3件のガス爆発が発生。3件とも比較的近い場所で起きたため、被害が拡大。この爆発により開いた穴に89歳の老人が堕ちて死亡するなど、多数の死傷者を出した。

## 建設物

### 住宅地
- 政府房屋署建設
- 樂華北邨
- 樂華南邨
- 彩霞邨
- 牛頭角上邨など。

### 民間建設
- 淘大花園（アモイ・ガーデンズ）など。

### 政府施設
- 牛頭角政府合署
- 牛頭角市政ビル
- 牛頭角警署など